# دوروثي مونتجومري
دوروثي مونتجومري (بالإنجليزية: Dorothy Montgomery)‏ هي لاعبة كرة قاعدة أمريكية، ولدت في 6 فبراير 1924 في آشفيل في الولايات المتحدة، وتوفيت في 17 سبتمبر 2009 في تشاتانوغا في الولايات المتحدة.